# Melhus
Melhus er en kommune i Trøndelag fylke i Norge. Den grænser i nord til Trondheim, i øst til Klæbu og Selbu, i syd til Midtre Gauldal, og i vest til Meldal, Orkdal og Skaun kommuner. Melhus kommune, som den er i dag blev til 1. januar 1964, da kommunene Horg, Flå, Hølonda og Melhus blev slået sammen.
Den norske politiker og statsminister Per Borten (3. april 1913 – 20. januar 2005) er født i Flå, der nu er en del af Melhus Kommune. Per Borten var statsminister fra 1965 til 1971.

## Byer
Nedre Melhus, Gimse, Kvål, Ler, Lundamo, Hovin, Korsvegen og Gåsbakken.